# Richard Palmer-James
Richard Jeffrey Charles Palmer-James (n. 11 iunie 1947 în Bournemouth, Dorset) a fost textier pentru trupa de rock progresiv King Crimson la începutul anilor 1970.